# Paul Kipngetich Tanui
Paul Kipngetich Tanui (* 22. Dezember 1990 in Nakuru) ist ein kenianischer Langstreckenläufer.

## Leben
Bei den Crosslauf-Weltmeisterschaften 2009 in Amman wurde er im Juniorenrennen Vierter und gewann mit der Mannschaft Gold. Daraufhin wurde er vom kenianischstämmigen Trainer Stephen Mayaka nach Japan gebracht, wo er vom Firmenteam des Unternehmens Kyudenko unter Vertrag genommen wurde.
Anfang 2010 wurde er mit mehr als 30 Sekunden Vorsprung kenianischer Meister im Crosslauf. Damit war er Favorit für das Seniorenrennen der Crosslauf-Weltmeisterschaften in Bydgoszcz, bei dem er Achter wurde und mit der kenianischen Mannschaft Gold gewann.
Bei den Weltmeisterschaften 2013 in Moskau und bei den 2015 in Peking gewann er jeweils Bronze über 10.000 Meter. Bei den Olympischen Spielen 2016 in Rio de Janeiro gewann er über dieselbe Distanz die Silbermedaille. 2017 gewann er bei den Weltmeisterschaften in London seine dritte Bronzemedaille über 10.000 Meter.

## Persönliche Bestzeiten
- 5000 m: 12:58,69 min, 4. Juni 2015, Rom
- 10.000 m: 26:49,41 min, 30. Mai 2014, Eugene
- Halbmarathon: 1:02:18 h, 16. März 2014, Lissabon